# René Berthelot
René Berthelot (Sèvres, 18 de agosto de 1872 - Paris, 16 de junho de 1960), foi um filósofo e teórico da lei francês. Famoso por seu trabalho em metafísica e filosofia política, é mais conhecido por sua análise de Bergson e Nietzsche.
É hoje uma das principais fontes da Escola de Bruxelas (filosofia da lei) e é reconhecido até mesmo na Índia. por sua análise dos sistemas filosóficos indianos

## Biografia
René Jules é filho dos químicos Sophie e Marcelino Berthelot. Professor da Universidade de Bruxelas entre 1897 e 1907, influenciou o belga Eugène Dupréel por seu ensino. Seus trabalhos crítico sobre William James e Goethe contribuíram para a difusão desses filósofos na França.
Ele é um dos fundadores do que hoje é chamado de "teoria do direito".